# Боровно
Боровно (пол. Borowno) — село в Польщі, у гміні Миканув Ченстоховського повіту Сілезького воєводства.
Населення — 1369 осіб (2011).
У 1975-1998 роках село належало до Ченстоховського воєводства.

## Демографія
Демографічна структура станом на 31 березня 2011 року:
|          | Загалом | Допрацездатний вік | Працездатний вік | Постпрацездатний вік |
| -------- | ------- | ------------------ | ---------------- | -------------------- |
| Чоловіки | 680     | 159                | 465              | 56                   |
| Жінки    | 689     | 137                | 409              | 143                  |
| Разом    | 1369    | 296                | 874              | 199                  |